# Ignace-Laurent-Stanislas d'Oullenbourg
Stanislas-Marie-Joseph-Ignace-Laurent, baron d'Oullenbourg, né le 10 août 1766 à Landau et mort le 28 mai 1833 à Nancy, en Meurthe, est un général français.

## Biographie

### Du cadet au major de hussards, 1779-1803
Fils d'un officier de hussards chevalier de Saint-Louis, il entre comme cadet aux hussards de Chamborant en 1779, et passe sous-lieutenant au régiment de cavalerie de Nassau-Sarrebruck le 8 juillet de la même année. Il est promu lieutenant en 1783 et passe aux chasseurs de Gévaudan. Capitaine aux chasseurs de Gévaudan en 1792, il sert à l'armée du Nord devant Maubeuge et est blessé d'une balle dans la jambe droite à la bataille de Jemappes le 6 novembre 1792. Il sert successivement à Aldenhoven en mars 1793, à l'armée de Sambre-et-Meuse en juillet 1794, au combat devant Liège le 30 juillet 1794, à la bataille de l'Ourthe le 18 septembre 1794 et, sous les ordres du général Hatry, à Aldenhoven le 2 octobre 1794.
En 1795, il est promu chef d'escadron et assiste au combat de Lautreck le 25 novembre 1795, à celui de Sprendlingen le 12 juin 1796, au combat du 27 septembre et au combat de Lenz en avril 1797. Il passe à l'armée de Batavie en 1797, puis à l'armée d'Helvétie en 1799 et à celle du Rhin en 1800. Il sert à Steinbourg en juin 1800, prend part à la bataille de Hohenlinden le 3 décembre et est promu major du 10e régiment de hussards en 1803.

### Général de l'Empire
Passé à l'armée des côtes de l'Océan en 1804, il devient adjudant-commandant, chef d’état-major et premier aide de camp du maréchal Bessières en septembre 1805. Il est affecté à la Grande Armée et nommé colonel du 1er régiment de dragons en juin 1806. Il assiste à la bataille d'Heilsberg et est blessé à la bataille d'Iéna le 14 octobre 1806 : il est déclaré mort par erreur et l'empereur songe à donner son nom à une rue de Paris. D'Oullenbourg est promu général de brigade en avril 1807 et charge en cette qualité à la bataille de Friedland le 14 juin de la même année. Il passe ensuite à l'armée d'Espagne.
Il est créé baron de l'Empire le 26 octobre 1808. Lors de la bataille de Medellín le 28 mars 1809, il commande une brigade regroupant les 4e et 14e régiments de dragons au sein de la division Latour-Maubourg. Il est nommé commandant du dépôt de cavalerie de Versailles en 1809, commandant du département de Seine-et-Oise le 3 juillet 1810, commandant d'une brigade de cavalerie en Allemagne en 1811 et de la 3e brigade au corps d'observation de l'Elbe le 28 décembre 1811. En 1812, il sert en Russie, est nommé commandant des dépôts du 1er corps de cavalerie à la bataille de Leipzig et reprend le commandement du département de Seine-et-Oise.

### Fin de carrière
Sous la Restauration, il est fait chevalier de Saint-Louis le 29 juillet 1814 puis commandeur de la Légion d'honneur le 23 août 1814. Il est élevé au grade de lieutenant-général en 1827.

## Famille
Il est le père du général Bertrand-Eugène d'Oullenbourg.